# Thiloa stigmaria
Thiloa stigmaria là một loài thực vật có hoa trong họ Trâm bầu. Loài này được (Mart.) Eichler miêu tả khoa học đầu tiên năm 1866.